# Uzda (město)
Uzda (bělorusky i rusky Узда) je město v Minské oblasti v Bělorusku, správní středisko Uzdeckého rajónu. K roku 2017 v ní žilo přes deset tisíc obyvatel.

## Poloha
Uzda leží na řece Uzdzjance, přítoku Vusy v povodí Němenu. Od Minsku, hlavního města republiky, je vzdálena přibližně 75 kilometrů jihozápadně.

## Dějiny
Od 9. do 13. století byla oblast města pohraničním regionem mezi Turovským knížectvím a Polockým knížectvím. První zmínka o samotné Uzdě je z roku 1450, ale za datum oficiálního založení města se pokládá až 8. květen 1494.
Od roku 1938 byla Uzda sídlem městského typu a od roku 1999 je městem.

### Rodáci
- Moše Fajnštajn (1895–1986), ortodoxní rabín